# Spesa pubblica
La spesa pubblica (G), in economia, indica il complesso di denaro di provenienza pubblica che viene utilizzato dallo Stato in beni pubblici e/o servizi pubblici finalizzati al perseguimento di fini pubblici, indipendentemente dalla natura (pubblica o privata) dell'obbligazione che ne è titolo. Si tratta dunque delle uscite da parte dello Stato e dunque una voce di passività all'interno del bilancio dello Stato, la cui copertura, è necessariamente affidata all'imposizione fiscale sui cittadini contribuenti o al debito pubblico. In caso contrario, ovvero ricorrendo al signoraggio, le ripercussioni sono di tipo inflattivo o svalutativo, a seconda della destinazione domestica o estera dei capitali.

## Descrizione

### Principi generali
Il principio giuridico delle spese si basa su alcuni principi fondamentali: necessità di una legge di autorizzazione, della iscrizione in bilancio, obbligatorietà della copertura (che garantisce la previa valutazione dell'impatto sulla finanza pubblica).
In Italia, principio fondamentale, desunto dall'art. 270 del regolamento di contabilità pubblica del r.d. n.827/1924 è quello per cui la spesa va erogata attraverso quattro fasi procedimentali, cioè l'impegno, la liquidazione, l'ordinazione, il pagamento.

### Spesa pubblica in percentuale al PIL nel mondo[3][4]
| Nazione               | Spesa pubblica del governo in percentuale al PIL 2020 |
| --------------------- | ----------------------------------------------------- |
| Austria               | 57.1                                                  |
| Belgio                | 59.2                                                  |
| Bulgaria              | 41.8                                                  |
| Croazia               | 54.5                                                  |
| Cipro                 | 45.1                                                  |
| Rep. Ceca             | 47.2                                                  |
| Danimarca             | 53.4                                                  |
| Estonia               | 45.9                                                  |
| Finlandia             | 57.3                                                  |
| Francia               | 61.6                                                  |
| Germania              | 50.8                                                  |
| Grecia                | 59.8                                                  |
| Ungheria              | 51.6                                                  |
| Islanda               | 50.5                                                  |
| Irlanda               | 27.4                                                  |
| Italia                | 57.1                                                  |
| Lettonia              | 43.1                                                  |
| Lituania              | 42.9                                                  |
| Lussemburgo           | 47.2                                                  |
| Malta                 | 45.9                                                  |
| Olanda                | 48.0                                                  |
| Norvegia              | 58.1                                                  |
| Polonia               | 48.7                                                  |
| Portogallo            | 49.3                                                  |
| Romania               | 42.2                                                  |
| Slovacchia            | 45.6                                                  |
| Slovenia              | 51.3                                                  |
| Spagna                | 52.4                                                  |
| Svezia                | 52.5                                                  |
| Regno Unito           | 52                                                    |
| Stati Uniti d'America | 44                                                    |

#### Spesa pubblica in Italia
(dati Eurostat in milioni di Euro)
| voce                      | 2011    | 2012    | 2013    | 2014    | 2015    | 2016    | 2017    | 2018    | 2019    | 2020    |
| ------------------------- | ------- | ------- | ------- | ------- | ------- | ------- | ------- | ------- | ------- | ------- |
| TOTALE USCITE COMPLESSIVE | 810,766 | 821,764 | 821,721 | 827,625 | 832,927 | 832,265 | 846,821 | 857,302 | 871,003 | 944,486 |

### Spesa pubblica, deficit e debito pubblico
Se la spesa pubblica non viene adeguatamente coperta dalle entrate di uno Stato non sovrano (es. tassazione), questi entra in una situazione finanziaria tipica di deficit pubblico ed è dunque in qualche modo costretto a sanare il disavanzo indebitandosi ovvero contraendo, con vari possibili soggetti economici, quello che si chiama un debito pubblico. In tal senso un'ulteriore voce di costo della spesa pubblica è quella che comprende il pagamento degli interessi sul debito pubblico. Diversa è la situazione per quegli Stati che hanno una propria moneta nazionale nell'esercizio della loro sovranità monetaria.

### Revisione della spesa pubblica
Una maggiore efficienza della spesa pubblica, mantenendo così maggiore liquidità nella casse dello Stato, può essere perseguita attraverso i processi di Revisione della spesa pubblica (spending review).

## Classificazione delle spese pubbliche
Le spese possono variamente classificarsi in:
1. spese correnti (riferite al funzionamento dei pubblici servizi) e spese in conto capitale (riferite ad investimenti a fini produttivistici);
2. spese fisse (derivanti da leggi organiche o impegni permanenti) e spese variabili (senza fissa scadenza);
3. spese obbligatorie (indicate nell'elenco allegato allo stato di previsione del Ministero del Tesoro) in quanto semplicemente previste da norme positive, e perciò sottratte a qualsiasi potere discrezionale dell'Esecutivo;
4. spese d'ordine (relative all'accertamento e alla riscossione delle entrate, ad es. l'aggio esattoriale, la cui copertura è assicurata automaticamente in quanto si tratta di spese direttamente connesse all'andamento delle entrate);
5. spese ripartite (da eseguirsi frazionatamente in più esercizi successivi, e riferite ad opere la cui realizzazione è frazionata nel tempo);
6. spese a pagamento differito (limiti di impegno per l'edilizia economica e popolare, contributi per l'edilizia scolastica e per opere di competenza degli enti locali) e limiti d'impegno (oneri pluriennali statali per la realizzazione attuale di opere pubbliche o private);
7. spese impreviste (necessarie e imprevedibili, cui si provvede attraverso il prelievo da un fondo speciale, non essendo iscritte in bilancio proprio perché imprevedibili).

### Tipologie
Tra le principali voci di bilancio di spesa pubblica si ritrovano:
- spesa per servizi pubblici primari o essenziali quali infrastrutture pubbliche e trasporti;
- spesa per i servizi pubblici offerti al cittadino dalla pubblica amministrazione (es. governo, parlamento, ministeri, tribunali, regioni, province, comuni, Aziende sanitarie, comunità montane);
- spesa per pubblica istruzione, spesa assistenziale (sanità pubblica) e previdenziale, spesa per il sistema pensionistico (e relativi enti previdenziali quali INAIL, INPS, Casse di previdenza) (spesa sociale).
- spesa per armamenti, difesa militare e pubblica sicurezza interna;
- spesa per finanziamento di ricerca e sviluppo scientifico-tecnologico dei rispettivi enti pubblici di ricerca (Università, CNR, ENEA, INFN, INAF, INGV ecc.).
- spesa per finanziamento, gestione e manutenzione di beni artistici e culturali, proprietà statali ecc.
- spese per eventuali disastri, calamità naturali e ambientali.
- spesa per copertura e interessi sul debito pubblico in scadenza;
- spesa per servizio pubblico radiotelevisivo;
- spesa eventuale in fatto di politica industriale.

Molti altri tipi di servizi pubblici, quali ad esempio la fornitura di acqua, energia elettrica, gas, telefonia, smaltimento rifiuti, dall'iniziale controllo statale hanno subito, nei diversi paesi con modi, forme, tempi e livelli differenti, un progressivo processo di privatizzazione e successiva liberalizzazione.

## Procedimento di erogazione
L'erogazione della spesa pubblica, in esecuzione del bilancio di previsione, si effettua solo attraverso un procedimento prefissato, che è condizione di legittimità del pagamento del debito pecuniario assunto dall'ente pubblico per il perseguimento dei propri fini istituzionali.
Le procedure di spesa e gli strumenti di pagamento sono stati oggetto di revisione ad opera del DPR n. 367 del 1994, emanato in attuazione della Legge n. 537 del 1993.
Da un lato viene reso effettivo l'esercizio di "autonomi poteri di spesa" in capo ai dirigenti (artt. 3-16-17 del decreto legislativo n. 29 del 1993), e dall'altro viene introdotto l'uso generalizzato di procedure informatiche per la formazione degli atti contabili e per l'esecuzione dei pagamenti.

### La prima fase del procedimento: l'impegno di spesa
La normativa vigente non contiene una norma definitoria di "impegno". Nella pregressa disciplina del 1889 si affermava soltanto che l'impegno era un «dovere» giuridico cui corrispondeva il «diritto» di un terzo; tale dovere era tendenzialmente «risolubile» al pari delle concessioni e delle autorizzazioni. La riforma del 1923, in virtù della preminenza dell'aspetto formale del bilancio, rinforza i poteri della Ragioneria Generale e formula una serie di criteri-guida:
- la registrazione dell'impegno di spesa;
- l'assunzione dei cd. impegni provvisori;
- l'apposizione del visto;
- la responsabilità per omessa denuncia degli impegni alla Ragioneria.

Dell'impegno tuttora non esiste una definizione, per lo scarso interesse dal punto di vista giuridico; esso è infatti ritenuto un momento interno di scritturazione ragionieristica.
Tuttavia, esso può definirsi come «assunzione dell'obbligo di pagare», o meglio come accantonamento in bilancio delle somme occorrenti per determinate spese o determinati pagamenti; ciò comporta l'indisponibilità di tali somme per fini diversi da quelli prestabiliti, cioè l'effetto di imporre il vincolo di destinazione sulla somma.
Da qui deriva la convinzione dominante che l'impegno è solo una «clausola del provvedimento cui accede» (Giannini), sicché la sua rilevanza giuridica si riduce esclusivamente al suo effetto riguardo ai fondi stanziati in bilancio, nel senso che l'impegno non ha autonoma esistenza e vive in funzione del provvedimento o contratto cui accede.
Secondo altra parte della dottrina, invece, l'impegno ha rilevanza giuridica autonoma, in quanto l'efficacia del provvedimento di spesa è condizionato dalla regolarità dell'impegno: l'attività di soddisfazione dei fini della p.a. è in un certo senso vincolata dall'attività contabile.
Per la giurisprudenza contabile (cfr. Corte dei conti sez. Contr., sentenze nn. 534/73, 728/76, 757/77, 806/77, 1007/79, 1194/81, 1407/83, ecc.), l'atto di impegno serve a disporre l'imputazione della spesa al capitolo di bilancio ad hoc, ed ha l'effetto di costituire un vincolo concreto di destinazione della somma impegnata, la quale non potrà essere utilizzata per destinazioni diverse da quella prevista.

### Il regime giuridico dell'impegno di spesa
Per esplicare il suo effetto di vincolo di destinazione della somma, l'impegno deve essere regolare e deve accedere ad un provvedimento legittimo, sicché la competente autorità possa esprimere un atto di indirizzo imprimendo specifica destinazione alla somma già stanziata.
Dopo la legge di contabilità del 1923, il regime dell'impegno è stato innovato dalla L. 468/1978 come integrata dalla L. 362/1988.
Nel vigore della attuale disciplina:
- la p.a. può assumere impegni di spesa per opere la cui esecuzione si protragga per più esercizi. È stato infatti superato il divieto di assumere impegni indipendentemente dall'approvazione del bilancio sul quale detti oneri dovranno gravare (regola indispensabile per qualunque efficace disegno programmatorio). Ciò è confermato dalla Corte costituzionale per cui i principi della certezza e dell'annualità del bilancio degli enti pubblici non impediscono la ripartizione di una spesa in più esercizi secondo un criterio usuale per le spese continuative e pluriennali (sentenza Corte Cost. 21 luglio 1995, n. 347). La Corte dei conti (sez. contr. reg. Sicilia, 28 ottobre 1994, n. 29) ha affermato che, ai sensi dell'art. 11 l. reg. siciliana n. 47 del 1977, gli impegni della spesa assunti dagli organi amministrativi della Regione necessitano di tre requisiti per la loro legittima esistenza: 1) un titolo giuridico definitivo; 2) l'esatta individuazione del creditore; 3) la scadenza dell'obbligazione entro l'esercizio finanziario di riferimento. Non è, pertanto, ritenuta conforme a legge l'assunzione di un impegno di spesa in relazione ad un provvedimento con il quale un assessore regionale si limita a distribuire astrattamente una determinata somma tra le varie Province della Regione, in quanto atto che non produce ancora alcuna obbligazione per l'amministrazione regionale.
- sono indisponibili le somme stanziate in bilancio per effettuare pagamenti per vincoli giuridici già sorti ma non perfezionati, sicché con l'impegno non "nasce" l'obbligo giuridico del pagamento, dovendosi attendere il perfezionamento del vincolo. Circa la nozione di perfezionamento, l'art. 20 della L. 468/1978 - che, per porsi come attuazione di principi costituzionali, deve esser definita legge rafforzata - ribadisce il principio per il quale, in tema di bilanci e contabilità dello Stato, a formare impegni debbono essere solamente le somme dovute dallo Stato stesso a seguito di obbligazioni giuridicamente perfezionate, e non anche le generiche previsioni di spesa [C.conti, sez. Contr., 22-10-1994, 115/1994]. Inoltre, la conservazione a residui delle disponibilità dei capitoli di spesa deve trovare sostegno in un preciso titolo giuridico, non potendosi ritenere valido un impegno, assunto in previsione di future esigenze [C.conti, sez. Contr., 04-07-1985, 1571/1985].
- gli impegni assunti possono riferirsi solo all'esercizio in corso, ad eccezione delle spese in annualità e di quelle a pagamento differito.

L'assunzione di impegni di spesa in eccedenza alle previsioni di bilancio e l'imputazione a capitoli o rubriche non pertinenti si configurano come irregolarità non solo formalmente censurabili, ma come vere e proprie violazioni dei principi di trasparenza e veridicità del bilancio e della sua gestione [C.conti, sez.Contr.Enti 1988]. Inoltre, l'assunzione di impegni di spesa su capitoli sprovvisti di fondi realizza «disordine contabile e violazione delle norme e dei principi di buona amministrazione» [ C.conti, sez. Contr. Enti, 1987].
Le Ragionerie centrali e quelle periferiche memorizzano nel loro sistema elettronico informatico (e così controllano) gli impegni di spesa, registrandoli ove risultino:
- conformi all'autorizzazione,
- regolarmente documentati,
- giustamente imputati sui capitoli di bilancio,
- coperti da un fondo disponibile.

Il vincolo nascente dall'art. 81 della Costituzione, secondo cui ogni legge che importi nuove o maggiori spese deve indicare i mezzi per farvi fronte, si connette alla nozione di legge di spesa, costituzionalizzando un criterio già rinvenibile nella normativa sulla contabilità generale dello Stato e cioè quello della cosiddetta copertura finanziaria, riguardante essenzialmente il conto di bilancio cui è imposto l'equilibrio, da conseguire tramite l'adeguamento dei mezzi finanziari rispetto a nuove o maggiori spese.
La registrazione viene rifiutata quando manchi alcuni dei requisiti di cui sopra: in tal caso, il capo della Ragioneria ne riferisce al Ministro, il quale non può dare ordine scritto di registrare l'impegno (come può invece accadere in altre ipotesi). I vari Ministeri devono anche comunicare alle rispettive Ragionerie i cd. impegni provvisori, quelli cioè in corso di formazione perché l'atto di assunzione dell'impegno non è ancora divenuto definitivo.
Per effetto della decretazione d’urgenza, di sentenze additive, di calamità naturali, dell'assunzione temporanea di personale non di ruolo, può verificarsi uno squilibrio nel bilancio già approvato: la copertura finanziaria di questi oneri aggiuntivi e quindi il ripristino dei limiti della spesa globale segue procedure differenziate.
Ad es. per le sentenze additive che estendono benefici economici ad intere categorie, la Pubblica amministrazione deve darne immediata comunicazione alla Presidenza del Consiglio dei ministri, sicché il Ministero del bilancio e quello del Tesoro possano relazionare al Parlamento (D.P.R. 29/1993).
Per i rinnovi contrattuali del pubblico impiego, l'originario stanziamento vale come copertura iniziale, salvi una esatta valutazione dei nuovi oneri a carico dei bilanci futuri.
Dopo la chiusura dell'esercizio finanziario, la differenza tra stanziamento e impegno va portata in economia.
Gli impegni assunti entro il 31 dicembre, per i quali non si è concluso il procedimento di spesa, diventano residui passivi.
Questi, unitamente ai residui di stanziamento (quelli per i quali non si è avuto neanche l'impegno) vengono inseriti in un Decreto Ministeriale del Ministero interessato da registrarsi presso la Corte dei conti.
Trascorsi tre anni, i residui sono soggetti a perenzione amministrativa, un istituto peculiare della contabilità pubblica. I residui perenti sono eliminati dalle scritture contabili, ma la perenzione non comporta la prescrizione del diritto credito, che resta quinquennale [cfr. Corte Cost. 50/81].
Se il creditore richiede il pagamento di un residuo perento, questo viene reiscritto nel capitolo di spesa di provenienza e viene coperto con somme stornate dal Fondo di riserva per le spese obbligatorie e d'ordine, se trattasi di spesa corrente, o dal Fondo speciale per la riassegnazione dei residui perenti, se trattasi di spesa in conto capitale.
È illegittimo il comportamento dell'Amministrazione che provvede a contabilizzare un avanzo di esercizio senza il previo riaccertamento dei residui attivi e passivi mediante l'applicazione degli istituti contabili dell'abbandono dei crediti e della perenzione amministrativa o prescrizione dei debiti [C.conti, sez. contr., 06-05-1993, 75/1993].

### La seconda fase del procedimento: la liquidazione
La liquidazione è la determinazione dell'esatto ammontare della spesa o del debito con contestuale individuazione dell'esatto creditore.
La liquidazione va corredata dai documenti comprovanti il diritto di credito redatti nelle modalità stabilite dalla legge di contabilità generale.
In particolare, i conti dei fornitori (per provvista di beni mobili) devono essere documentati dagli scontrini di carico che attestano la ricezione del materiale e l'iscrizione nell'inventario da parte del consegnatario.

### La terza fase del procedimento: l'ordinazione
L'ordinazione è l'emissione del titolo di spesa per il pagamento di una somma di denaro nei confronti dei creditori (cd. solutio).
L'obbligazione dello Stato avente ad oggetto una somma di denaro è sottratta alle norme di diritto comune sulle obbligazioni pecuniarie, e quindi:
- il creditore non può invocare l'art. 1181 del Codice civile e non può quindi rifiutarsi di accettare un pagamento parziale, se la pubblica amministrazione non è in grado di erogare la spesa in unica soluzione;
- l'obbligazione è sempre adempiuta nel domicilio dell'Amministrazione debitrice (Tesoreria), non applicandosi l'art. 1182 del Codice civile;
- l'obbligazione si estingue con l'effettivo pagamento della somma e non con l'emissione del titolo di spesa, che ha invece la sola funzione di rendere il credito liquido ed esigibile secondo le norme della contabilità di Stato (non secondo il Codice civile), e di far decorrere da quel momento gli interessi corrispettivi in deroga all'art. 1282 [Cassazione Sezioni Unite, sentenze n. 517/57, 1352/71, ecc.; Consiglio di Stato, Adunanza Plenaria n. 25/1968];
- l'emissione del titolo di spesa rende inapplicabile l'art. 1206 c.c. poiché non occorre la procedura dell'offerta reale per evitare la mora debendi.

Il titolo di spesa può concretarsi in atti amministrativi quali: ordinativi o mandati diretti, assegni, ordini di accreditamento, ruoli di spesa fissa, forme speciali.
I titoli di spesa vengono preventivamente controllati [circa la causa legale della spesa, la regolare imputazione ai residui o alla competenza, ecc.] e vistati dalla Ragioneria Centrale, che altrimenti in caso di irregolarità può riferire in proposito al Ministro.
I titoli vanno poi vistati e registrati alla Corte dei conti [cd. visto per l'ammissione a pagamento], prima di essere inviati presso le sezioni di Tesoreria provinciali, ovvero prima che venga effettuata la cd. transazione sul sistema informatico integrato.
Il mandato diretto era la forma più diffusa prima di essere sostituita dagli ordini di accreditamento mediante funzionari delegati. Esso consisteva nell'ordine (amministrativo) dato dall'Amministrazione alla Tesoreria (agente pagatore, vincolato dall'atto di supremazia) di pagare la somma direttamente al creditore.
Il regolamento n.367/1994 ha sostituito il supporto cartaceo con il mandato informatico, e lo ha reso tendenzialmente contestuale all'ordinazione, prevedendo che gli atti di impegno devono contenere una "clausola di ordinazione della spesa" formata da tutti gli elementi necessari per provvedere al pagamento.
Gli ordini di accreditamento sono delle aperture di credito a favore di funzionari delegati per provvedere a determinate spese. Si pensi alle spese per attuazione di programmi, o per lo svolgimento di attività rientranti nelle competenze dei dirigenti deleganti.
Di tutti i pagamenti effettuati, il funzionario delegato deve rendere il conto amministrativo, ossia dei rendiconti periodici all'Amministrazione di appartenenza. Tali rendiconti sono rappresentativi di una gestione nel senso di insieme di atti gestori non legati da comune vincolo di finalizzazione: ciò pone la questione se egli sia soggetto al giudizio di conto, essendo esonerato dal rendere il conto giudiziale. La giurisprudenza ritiene che, pur non avendo l'obbligo di rendere il conto giudiziale, il funzionario delegato è pur sempre responsabile degli ammanchi, e che la responsabilità contabile non è necessariamente subordinata alla presentazione del conto. Dunque, egli è soggetto passivo di un'obbligazione cd. di restituzione, quantificabile nella discordanza tra i valori ricevuti e quelli di cui dà conto.